# Pacific Avenue (métro de Los Angeles)
Pour les articles homonymes, voir Pacific.
Pacific Avenue est une station du métro de Los Angeles desservie par les rames de la ligne A et située à Long Beach en Californie.

## Localisation
Station du métro de Los Angeles en surface, Pacific Avenue est située sur la ligne A. Elle est en outre située à l'intersection de Pacific Avenue à proximité de la 4th Street dans la ville de Long Beach.

## Histoire
Pacific Avenue a été mise en service le 1er septembre 1990, année d'ouverture de la ligne.

## Service

### Accueil

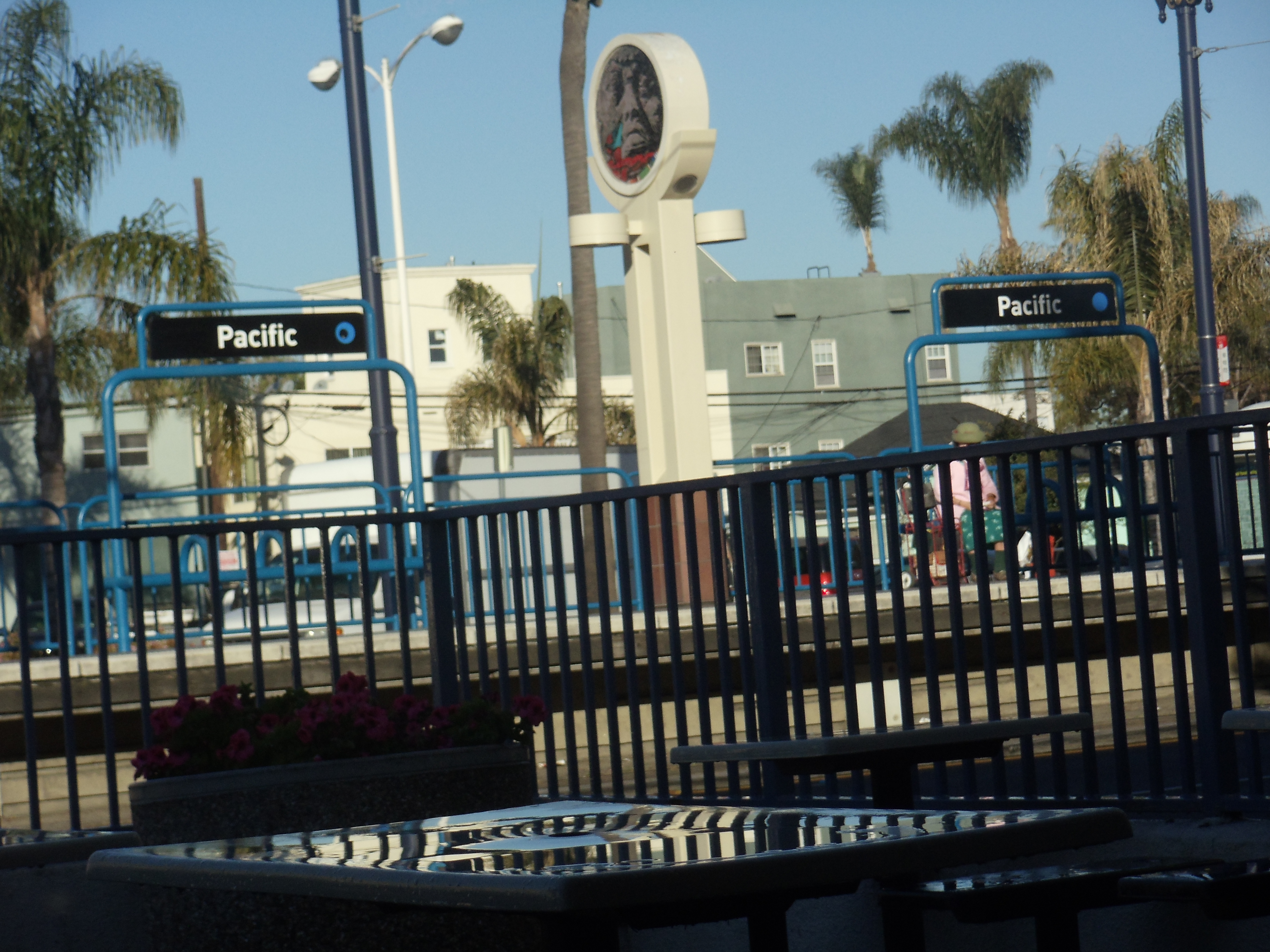
Signalétique.
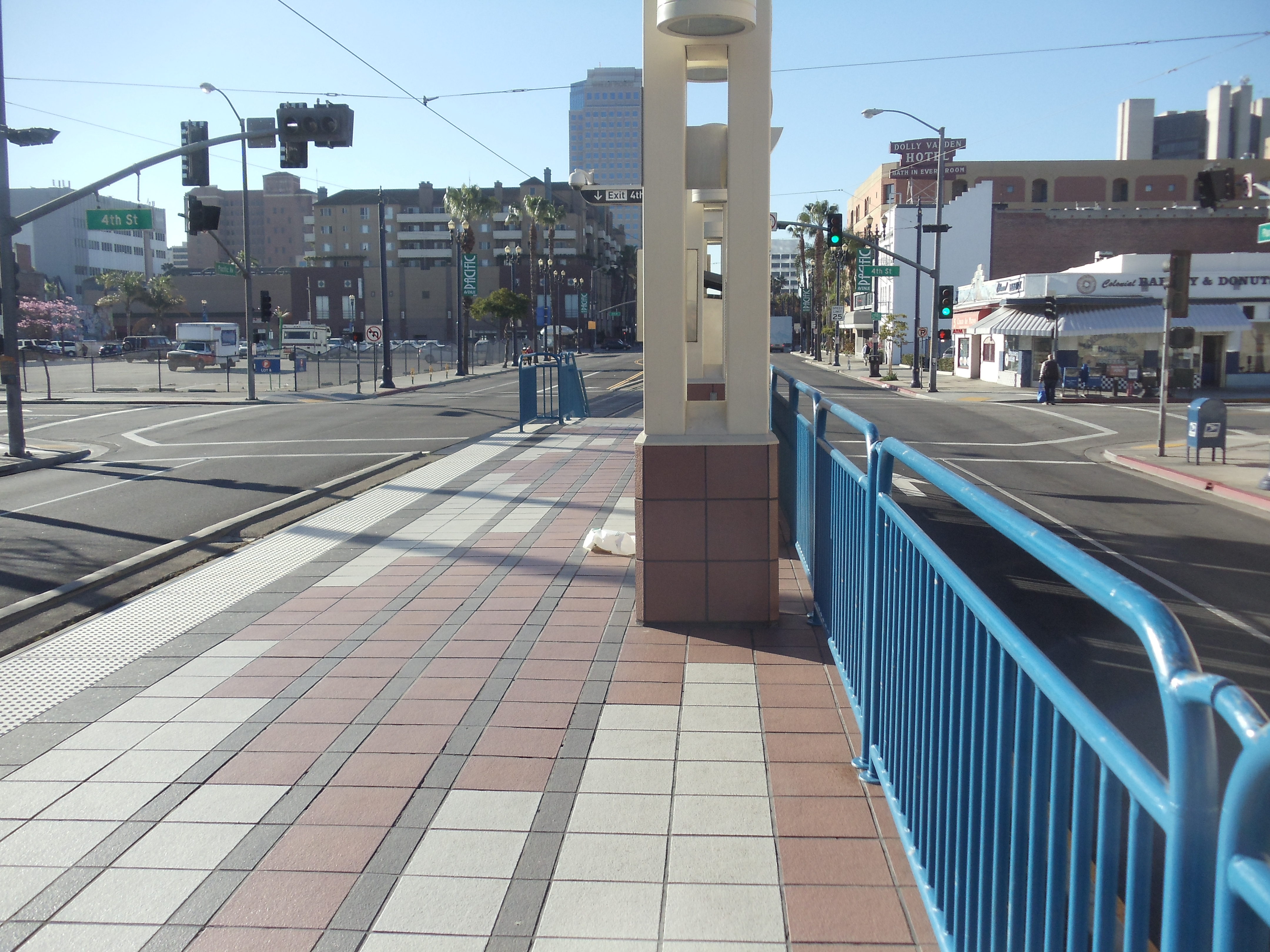
Vue de la station.

### Desserte
Pacific est desservie par les rames de la ligne A du métro, uniquement à destination de 7th Street.

### Intermodalité
La station est desservie par les lignes d'autobus 1, 51, 52, 81, 91, 92, 93, 94, 151, 172, 173, 174, 181, 182, 191, 192 de Long Beach Transit (en) et les lignes 3 et Rapid 3 de Torrance Transit (en).